# Корсуновка (Полтавская область)
Корсуно́вка (укр. Корсунівка) — село, Корсуновский сельский совет, Лохвицкий район, Полтавская область, Украина.
Код КОАТУУ — 5322683401. Население по переписи 2001 года составляло 534 человека.
Является административным центром Корсуновского сельского совета, в который, кроме того, входят сёла
Волковское, 
Пласковщина, 
Потоцковщина, 
Ромодановка и 
Саранчино.

## Географическое положение
Село Корсуновка находится в 2-х км от левого берега реки Буйлов Яр, на расстоянии в 1 км расположено село Волковское. По селу протекает пересыхающий ручей с запрудой. Рядом проходит железная дорога, станция Платформа 146 км в 1-м км.

## История
- 1790 — дата основания как село Корсунова Слободка.
- 1919 — переименовано в село Корсуновка[источник не указан 891 день].

## Экономика
- Кооператив «Колос».

## Объекты социальной сферы
- Школа.
- Дом культуры.